# Championnats d'Europe de gymnastique rythmique 1990
Navigation
Édition précédente Édition suivante
Les championnats d'Europe de gymnastique rythmique 1990, septième édition des championnats d'Europe de gymnastique rythmique, ont eu lieu en 1990 à Göteborg, en Suède.

## Médaillées
| Épreuve                              | Or                                                                   | Argent                                                      | Bronze                                                     |
| ------------------------------------ | -------------------------------------------------------------------- | ----------------------------------------------------------- | ---------------------------------------------------------- |
| Seniors                              |                                                                      |                                                             |                                                            |
| Concours général individuel          | Julia Baicheva BUL Alexandra Timochenko URS                          | -                                                           | Oksana Skaldina URS                                        |
| Équipe                               | Union soviétique Oksana Skaldina Alexandra Timochenko Oksana Kostina | Bulgarie Julia Baicheva Dimitrinka Todorova Neli Atanassova | Espagne Carolina Pascual Monica Ferrandez Noelia Fernandez |
| Cerceau                              | Oksana Skaldina URS                                                  | Julia Baicheva BUL Alexandra Timochenko URS                 | -                                                          |
| Ballon                               | Oksana Skaldina URS Alexandra Timochenko URS                         | -                                                           | Julia Baicheva BUL Irina Deleanu ROM                       |
| Corde                                | Oksana Skaldina URS                                                  | Alexandra Timochenko URS                                    | Julia Baicheva BUL Dimitrinka Todorova BUL                 |
| Ruban                                | Oksana Skaldina URS                                                  | Julia Baicheva BUL                                          | Dimitrinka Todorova BUL                                    |
| Groupes                              |                                                                      |                                                             |                                                            |
| Groupe : Concours général par groupe | Bulgarie                                                             | Union soviétique                                            | Espagne                                                    |
| Groupe : 3 cordes + 3 ballons        | Union soviétique Bulgarie                                            | -                                                           | Espagne                                                    |
| Groupe : 6 massues                   | Bulgarie                                                             | Espagne                                                     | Italie Union soviétique                                    |